# Лусковик
Лусковик, або лепідосирен (Lepidosiren paradoxa) — реліктова риба ряду дводишні, єдиний представник роду Лусковик (Lepidosiren) та родини Лусковикові (Lepidosirenidae).

## Розповсюдження
Розповсюджений у центральній частині Америки. Ареал охоплює майже весь басейн Амазонки та північні притоки Парани. Особливо чисельний у регіоні Гран-Чако.

## Будова
Тіло дуже витягнуте, довжиною до 125 см. Функцію легенів виконує плавальний міхур. Хвостовий плавець списовидний, інші плавці редуковані, ниткоподібні. Має п'ять зябрових дуг та чотири зяброві щілини з кожного боку тіла. Дрібна циклоїдна луска занурена у шкіру. Також має артеріальний конус, внутрішні ніздрі (хоани), спіральний клапан у кишечнику. Тіло вкрите слизом. Забарвлення сірувато-буре з великими темними плямами на спині.

## Спосіб життя
Потреба у атмосферному повітрі переважає у лусковика над зябровим диханням. Донна риба. Зустрічається зазвичай у тимчасових стоячих водоймах, з густою рослинністю. Рідше зустрічається у річках. По мірі пересихання водойми лусковик все частіше застосовує здатність дихати повітрям. Коли рівень води стає зовсім невеликим риба риє «спальне гніздо» та впадає у сплячку, повністю переходячи при цьому на дихання повітрям. Спальне гніздо складається з повітряної камери, яка прикрита зверху ковпачком та розширеної «спальні». З початком періоду дощів лусковик залишає гніздо та починає активно харчуватись. Харчується різноманітними донними безхребетними, зазвичай черевоногими молюсками. В раціоні присутня також рослинна їжа.

## Розмноження
Розмноження починається через кілька тижнів після виходу лусковика зі сплячки. Риба риє виводкове гніздо шириною 10 — 15 см та глибиною 60 — 80 см (іноді до 1,5 м), яке розташоване вертикально вниз. Ікринки діаметром 6,5—7,0 мм відкладаються на відмерле листя та траву, яка спеціально приноситься рибою у гніздо. Охороняє гніздо та піклується про потомство самець. У період нересту у нього на анальних плавцях розвиваються розгалужені вирости, які мають багато кровоносних судин та скоріш за все виконують функцію додаткових зябер, оскільки у цей період самець не підіймається на поверхню для дихання. Личинки мають зовнішні зябри та цементну залозу, за допомогою якої прикріплюються у гнізді. При довжині 55 мм (через 30 — 45 діб) у личинок зникає жовтковий мішок та вони переходять на самостійне живлення.

## Значення
Внаслідок незвичайного зовнішнього вигляду лусковик є популярним об'єктом розведення у акваріумістів. Також є об'єктом вивчення вчених, як реліктова риба що збереглася до наших часів з Юрського періоду.